# Народна библиотека „Јован Поповић” Кикинда
Народна библиотека „Јован Поповић” је једна од најстаријих установа из области културе у Кикинди. Налази се у улици Трг српских добровољаца 57.

## Историјат
Прву читаоницу у Великој Кикинди, 1. маја 1845. по називу Српска читаоница, су основали студенти Пожунског универзитета, неки од њих су Павле и Михаил Трифунац, Аркадије Варађанин, Сергије Биримац, Атанасије Удицки, Лазар Кирић, Георгије Станковић и други. Била је смештена у стану Лазара Кирића који се налазио поред српске православне цркве Светог оца Николаја, где се данас налази Народно позориште. Њен задатак је био да окупља становништво и пружи им књиге, часописе и новине на читање у циљу образовања. Рад је отпочет са око двеста педесет књига, шест новчића нумизматичке збирке и са претплатом на седам листова. Фонд се наредних година увећавао, а чланови окупљени око читаонице су одмах почели да издају руком писане новине „Кикиндско звоно” или „Великокикиндске новине”. Први број је изашао 6. маја 1845, а ниједан број није сачуван. На почетку двадесетог века је читаоница имала три просторије: једну за друштвене игре, читање новина и часописа, другу за књиге и салу за састанке. Године 1913. је имала 157 чланова и била је претплаћенa на двадесет и пет листова. У фонду читаонице се налазило шесто књига међу којима су сва издања Српске књижевне задруге, Матице српске и Мале библиотеке из Мостара. У периоду између два светска рата била је смештена у Соколском дому, била је затвореног типа, за пријем је била потребна препорука. Рад Српске читаонице у овом периоду је био оријентисан на очување и неговање национале свести, али и борбе за опстанак саме читаонице. Јануара 1939. Српска читаоница постаје Јавна градска библиотека која је имала око 2500 књига и 250 чланова. Као свој циљ имала је ширење просвете и културе. Немци су ушли у град 1941. године када су палили архиву и затечени фонд библиотеке у дворишту дома. Под именом Градска читаоница обновила је свој рад 1945, а 1948. се сели у Винцхаидијеву палату у којој се и данас налази. Тренутни назив је добила 1952. године по Јовану Поповићу који је родом из Кикинде и који је своју имовину поклонио граду. У послератном периоду су повећавали своје сталне фондове, број читалаца, број одељења и интензивно су радили на организовању књижевних вечери, изложби, предавања, издавачке делатности и других активности. Библиотека, архив и музеј су се 1975. године интегрисали у Центар за културу који је радио до краја 1990. када се његове пословне јединице осамостаљују у засебне установе културе. Од Другог светског рата библиотека је увећала свој фонд књига са 2500 у 1945. на више од 154.000 у 1997. години. Данас садржи девет огранака, шест одељења: позајмно, дечје, стручно, завичајно одељење, обрадну и матичну службу и преко 195.000 књига на српском, мађарском и енглеском језику. Народна библиотека „Јован Поповић” ради под статусом народне библиотеке и представља матичну библиотеку Севернобанатског управног округа. Добитници су више награда и признања, неки од њих су Октобарска награда Кикинде и две награде „Милорад Панић Суреп” 1974. и 1995. године.

## Конкурс „Ђура Ђуканов”
Традиционално расписују наградни литерарни конкурс „Ђура Ђуканов” од 2004. године. Награда се, по пропозицијама, додељује за најбољу збирку прича аутора млађег од тридесет пет година писану на српском језику, под условом да рукопис претходно није био објављиван у целости или у деловима. Награда подразумева штампање књиге џепног формата, у тврдом повезу и тиражу од 350 примерака. Досадашњи добитници награде су Бранко Ћурчић из Сомбора 2005, Марица Пушкаш из Новог Сада 2006, Биљана Ћућко из Батајнице 2007, Драгана Дукић из Кикинде 2008, Ивица Миларић из Новог Сада 2009, Душан Вејновић из Новог Сада 2010, Драгослава Барзут из Врбаса 2011, Бојан Кривокапић из Новог Сада 2012, Дејана Савић из Крагујевца 2013, Далибор Пејић из Београда 2014, Јелена Маринков из Кикинде 2015, Аљоша Љубојевић из Бијељине 2016, Милана Грбић из Кикинде 2017, Ана Милош из Београда 2019, Павле Алексић из Београда 2020, Ивана Миљак Каранфилов из Београда 2021. и Оливера Митић из Смедерева 2022. године.
Поред овог расписују и наградни конкурс за најбољи трејлер за књигу издату на територији Републике Србије, Босне и Херцеговине, Црне Горе, Хрватске и Северне Македоније.